# Musikåret 2024
Musikåret 2024 blev året då kvinnor dominerade, sett till topplistor, priser och inkomster. Taylor Swifts turné The Eras Tour blev tidernas mest inkomstbringande turné någonsin. På Grammy Award var sex av åtta nominerade kvinnor i de största kategorierna. Taylor Swift, Billie Eilish, Sabrina Carpenter, Chappell Roan och Charlie XCX ligger bakom årets största hitsinglar vilket gjorde att kvinnor dominerade listorna i 34 veckor av årets 52. Vilket är den högsta siffran någonsin. På albumförsäljningen låg även där kvinnor till mer än hälften av toppskiktet med Taylor Swifts album Tortured Poets Department på toppen. Charlie XCX album Brat blev också ett fenomen då till och med FN gjorde en pastisch på omslaget, sommaren blev döpt till brat summer av medier.

## Händelser
- 6 januari – Flera låtar av Rasmus Gozzi och Fröken Snusk försvinner från Spotify för att de, enligt Spotify, manipulerat sina streams.[3]
- 29 januari – 1005 svenska artister skriver gemensamt under ett uppror mot att Israel borde uteslutas från Eurovision Song Contest i Malmö p.g.a kriget mellan Hamas och Israel.[4]
- 31 januari – Ett avtal mellan Universal och TikTok löper ut eftersom parterna inte kommer överens om ersättning. Det resulterar i att Universal tar bort sina låtar från tjänsten.[5]
- 1 februari – Henrik Berggren släpper den egenproducerade låten Dark Night of Humanity. Den blir bara tillgänglig på Bandcamp.[6]
- 27 februari – Taylor Swift noteras ha legat på topp-10 på Billboard 200-listan i 384 veckor och är därmed den artist som legat längst på listan. Det gamla rekordet hölls av The Beatles med 382 veckor.[7]
- 8 mars – The 1975 uppträder på Tele2 Arena, Stockholm.[8]
- 9 mars – Låten Unforgettable framförd av Marcus & Martinus vinner Melodifestivalen.[9]
- 13 mars – John Mayer uppträder på Tele2 Arena, Stockholm.[10]
- 4 april – Svenska underhållningsbolaget Pophouse, som ägs av bl.a. Björn Ulvaeus köper Kiss musikrättigheter och varumärke för omkring 3 miljarder kronor.[11]
- 21 april – ”Gedagedigedagedago”, en variant av låten Cotton-Eyed Joe, blev viral med över 3 miljarder visningar på Youtube.[12]
- 29 april – Tenacious D uppträder på Hovet, Stockholm.[13]
- 11 maj – Låten The Code framförd av Nemo vinner Eurovision Song Contest i Malmö.[14]
- 13 maj – Bandet Lillasyster meddelar att de lägger ner.[15]
- 17, 18, 19 maj – Taylor Swift uppträder på Friends Arena, Stockholm.[16]
- 7 juni – Rod Stewart uppträder på Scandinavium, Göteborg.[17]
- 12 juni – Nicki Minaj uppträder på Tele2 Arena, Stockholm. Hon blir kritiserad för att vara flera timmar sen och flera människor lämnar arenan.[18]
- 18 juni – Justin Timberlake grips för att ha kört rattfull i Sag Harbor, New York.[19]
- 25 juni – Tool uppträder på Tele2 Arena, Stockholm.[20]
- 15 & 18 juli – Bruce Springsteen uppträder på Friends Arena, Stockholm.[21]
- 16 juli – Jack Black meddelar att Tenacious D "läggs på is" efter att bandkollegan Kyle Gass önskat sig att "nästa skott mot Trump inte missar".[22]
- 25 juli – Pink uppträder på Friends Arena, Stockholm.[23]
- 2 augusti – Metalbandet Within Temptation delar ett inlägg på instagram som hyllar Pride. Som följd förlorar de 20 000 följare. Sångerskan Sharon Den Adel går snabbt ut med att hon är besviken på att fans reagerat så kraftigt mot jämlikhet.[24]
- 27 augusti – Oasis återförenas när man meddelar att gruppen kommer genomföra 14 spelningar 2025.[25]
- 2 september – Justin Timberlake uppträder på Tele2 Arena, Stockholm.[26]
- 4 september – P3 släpper en lista på världens 300 bästa låtar (P300). Robyns "Dancing On My Own" hamnar på första plats vilket väcker starka reaktioner.[27]
- 16 september – Den amerikanska artisten Sean Combs grips i New York efter att ca 100 personer anklagat honom för sexuella övergrepp och människohandel.[28]
- 12 oktober – Ant Wan uppträder på Tele2 Arena och slår publikrekord (40 899).[29]
- 18 oktober – Kent återförenas då man meddelar att gruppen ger 3 konserter under 2025.[30]
- 26 oktober – Lauryn Hill och The Fugees uppträder på Tele2 Arena, Stockholm.[31]
- 2 december – Låten Breaking My Heart framförd av Jennifer Aoun vinner Hello Mello.[32]
- 7 december – Trumslagaren Nicko McBrain gör sin sista konsert med Iron Maiden på grund av sviterna av en stroke.[33]

## Priser och utmärkelser
- 8 januari: Golden Globe (Bästa originalmusik) – Ludwig Göransson.[34]
- 14 januari: Critics Choice Awards (Bästa filmmusik) – Ludwig Göransson.[35]
- 15 januari: Guldbaggen (Bästa originalmusik) – Baba Stiltz.[36]
- 25 januari: Fred Åkerström-stipendiet – Lisa Nilsson[37]
- 26 januari: P3 Guldgalan[38]
- 4 februari: Grammy Award (Bästa filmmusik) – Ludwig Göransson.[39]
- 5 februari: QX-galan (Årets låt) – Elecktra[40]
- 18 februari: BAFTA Award (Bästa filmmusik) – Ludwig Göransson[41]

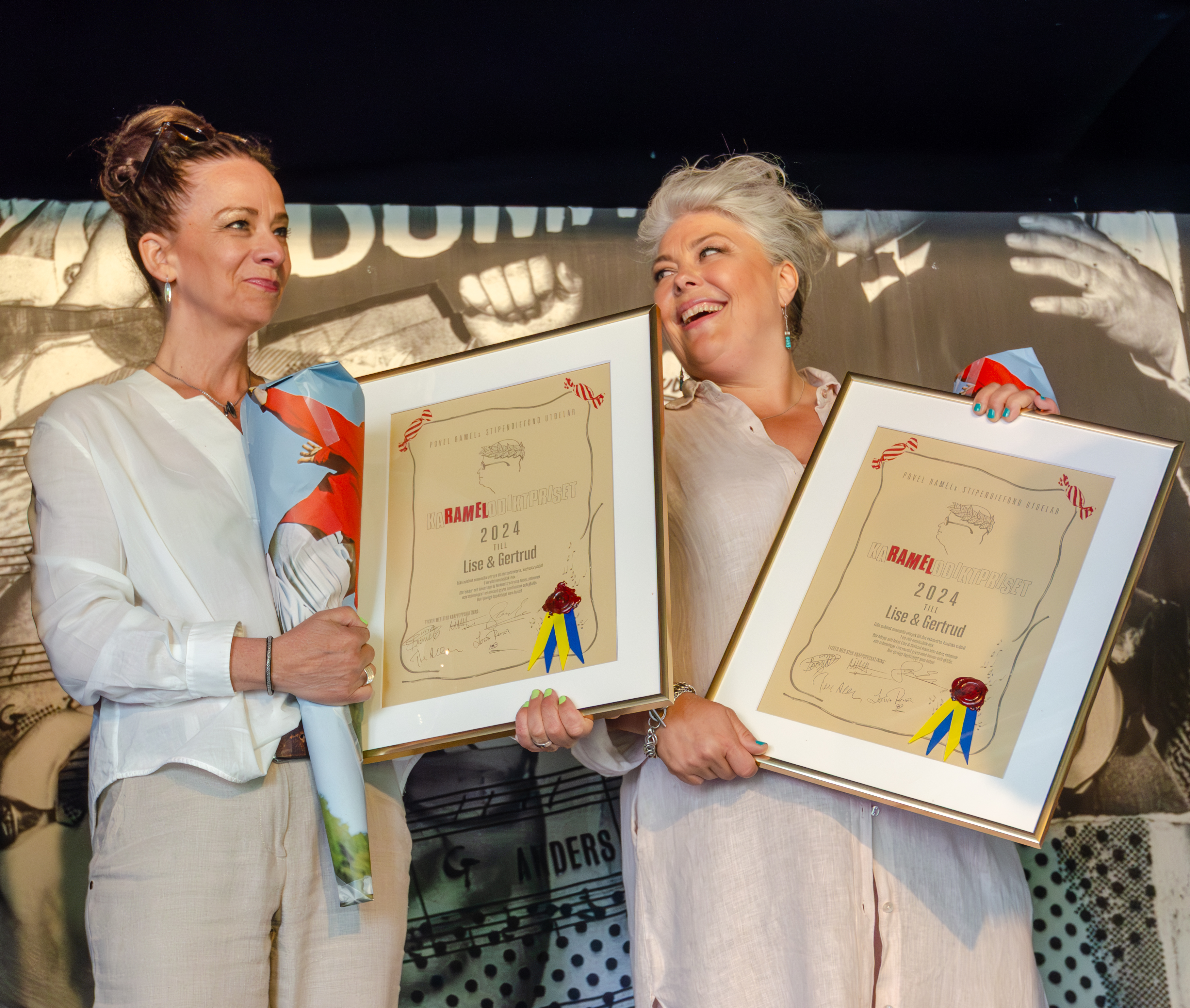
Lise & Gertrud mottager Karamelodiktstipendiet 2024.

- Lise & Gertrud mottager Karamelodiktstipendiet 2024.21 februari: Litteris et Artibus – Eva Dahlgren, Lasse Holm, Rickard Söderberg[42]
- 7 mars: Manifestgalan[43]
- 10 mars: Oscarsgalan (Bästa filmmusik) – Ludwig Göransson[44]
- 10 april: Regeringens Musikexportpris – Loreen[45]
- 2 maj: Olle Adolphsons minnespris – Mikael Wiehe[46]
- 8 maj: Grammisgalan[47]
- 21 maj: Polarpriset – Nile Rodgers, Esa-Pekka Salonen[48]
- 31 maj: Vasaorden – Benny Andersson, Agnetha Fältskog, Anni-Frid Reuss, Björn Ulvaeus[49]
- 9 juni: Karamelodiktstipendiet – Lise & Gertrud[50]
- 14 juli: Guldklaven[51]
- 24 juli: Ferlinpriset – Emil Jensen[52]
- 24 juli: Trubadurpriset – Tomas Andersson Wij[52]
- 14 augusti: Ulla Billquist-stipendiet – Miss Li[53]
- 1 september: Cornelispriset – Monica Törnell[54]
- 24 september: Swedish Music Hall of Fame – Ace of Base, Lisa Ekdahl, Eldkvarn, José González, Refused, Alice Tegnér, Freddie Wadling[55]
- 8 november: Musikförläggarnas hederspris – Daniel Börtz[56]
- 14 november: Evert Taube-Priset – Thomas "Orup" Eriksson[57]

## Årets album
Vänligen sortera soloartister på efternamn, musikgrupper på förstabokstaven (utan engelskans "The" och "A")

### A–G
- 1900 – Kontragarde[58]
- Abstract Crimewave – The Longest Night[59]
- Agitator – Vänner för livet[60]
- Mattias Alkberg – Drake[61]
- Amyl & The Sniffers – Cartoon Darkness[62]
- Sibille Attar – Brutal[63]
- Amanda Bergman – Your Hand Forever Checking On My Fever[64]
- Beyoncé – Cowboy Carter[65]
- Sabrina Carpenter – Short N' Sweet[66]
- Nick Cave & The Bad Seeds – Wild God[67]
- Charlie XCX – BRAT[68]
- Cigarettes After Sex – X's[69]
- Clairo – Charm[70]
- Coldplay – Moon Music[71]
- Grace Cummings – Ramona[72]
- The Cure – Songs of A Lost World[73]
- Bruce Dickinson – The Mandrake Project[74]
- Dina Ögon – Orion[75]
- Doechii – Alligator Bites Never Heal[76]
- Dua Lipa – Radical Optimism[77]
- Billie Eilish – Hit me Hard and Soft[78]
- El Perro Del Mar – Big Anonymous[79]
- Eminem –The Death of Slim Shady (Coup de Grâce)[80]
- English Teacher – This Could Be Texas[72]
- Father John Misty – Mahashmashana[81]
- Fontaines D.C. – Romance[82]
- Franska Trion - Nya kulor[83]
- Liam Gallagher & John Squire – Liam Gallagher & John Squire[84]
- Kim Gordon – The Collective[85]
- Ariana Grande – Eternal Sunshine[86]
- Green Day – Saviors[87]

### H–R
- Hästpojken – River av ett liv[88]
- Idles – TANGK[89]
- Benjamin Ingrosso – Pink Velvet Theatre[90]
- The Jesus and Mary Chain – Glasgow Eyes[86]
- Johnossi – Forevers[91]
- Kaah – Färger[92]
- Kendrick Lamar – GNX[93]
- Kite – VII[94]
- Lenny Kravitz – Blue Electric Light[95]
- Lady Gaga – Harlequin[96]
- Zara Larsson – Venus[97]
- The Last Dinner Party – Prelude To Ecstasy[98]
- Les Big Byrd – Diamonds, Rhinestones and Hard Rain[99]
- The Libertines – All Quiet on The Eastern Esplanade[100]
- Little Jinder – Romantik på svenska[101]
- Jennifer Lopez – This Is Me... Now[102]
- Los Bitchos – Talkie Talkie[103]
- Miss Li – Livet, döden, skiten däremellan[104]
- MOR – Kick Off[105]
- Kacey Musgraves – Deeper Well[106]
- Jonas Lundqvist – Sorgetornets spejare[107]
- Annika Norlin & Jonas Teglund – En tid att riva sönder[108]
- Opeth – The Last Will and Testament[109]
- Orville Peck – Stampede[110]
- Real Estate – Daniel[111]

### S–Ö
- The Smile – Wall of Eyes[112]
- Spader Kung – Spader Kung[60]
- St. Vincent – All Born Screaming[113]
- Taylor Swift – The Tortured Poets Department[114]
- SZA – Lana[115]
- Thåström – Somliga av oss[116]
- Justin Timberlake – Everything I Thought It Was[117]
- Tyler, the Creator – Chromakopia[118]
- Kali Uchis – Orquídeas[119]
- Vampire Weekend – Only God Was Above Us[120]
- Waxahatchee – Tigers Blood[121]
- Faye Webster – Underdressed At The Symphony[122]
- Paul Weller – 66[123]
- Kanye West & Ty Dolla $ign – Vultures 1[124]
- Kanye West & Ty Dolla $ign – Vultures 2[125]

## Årets singlar och hitlåtar
- Ariana Grande – We Can't Be Friends[126]
- Benjamin Ingrosso – Kite[127]
- Benjamin Ingrosso – Look Who's Laughing Now[128]
- Benson Boone – Beautiful Things[129]
- Beyoncé – Texas Hold 'em[130]
- Billie Eilish – Birds of a Feather[129]
- Billie Eilish – Lunch
- Chappell Roan – Good Luck, Babe![131]
- Charlie XCX – 360
- Djo – End of Beginning[129]
- Fröken Snusk – Unga & fria[132]
- Gunilla Persson – I Won't Shake (La la Gunilla)[133]
- Henrik Berggren – Dark Night of Humanity[6]
- Hooja & Miriam Bryant – Vem fan e du?[134]
- Hozier – Too Sweet[129]
- JoJo Siwa – Karma
- Lady Gaga & Bruno Mars – Die With A Smile[129]
- ROSÉ & Bruno Mars – APT[135]
- Sabrina Carpenter – Espresso[129]
- Shaboozey – A Bar Song (Tipsy)[128]
- Teddy Swims – Lose Control[129]
- The Weeknd with JENNIE & Lily Rose Depp – One of the Girls[129]
- Yasin – Cecilia Lind[136]

## Avlidna

### Januari
- 2 januari – Ingemar Dunker, 66, svensk trumslagare.[137]
- 4 januari – Marie Nilsson Lind, 62, svensk sångerska i Ainbusk.[138]
- 4 januari – David Soul, 80, amerikansk skådespelare och sångare.[139]
- 4 januari – Glynis Johns, 100, brittisk skådespelare och sångerska.[140]
- 7 januari – Tony Clarkin, 77, brittisk gitarrist i Magnum.[141]
- 9 januari – James Kottak, 61, amerikansk trumslagare i Scorpions.[142]
- 10 januari – Göte Wilhelmson, 95, svensk musikproducent.[143]
- 11 januari – Annie Nightingale, 83, brittisk DJ och radioprofil.[144]
- 12 januari – Bill Hayes, 98, amerikansk sångare och skådespelare.[145]
- 19 januari – Mary Weiss, 75, amerikansk sångerska i The Shangri-Las.[146]
- 19 januari – Marlena Shaw, 81, amerikansk sångerska.[147]
- 19 januari – Luis Vasquez, 44, amerikansk sångare, låtskrivare och producent i The Soft Moon.[148]
- 23 januari – Frank Farian, 82, tysk musikproducent, kompositör och sångare.[149]
- 23 januari – Anders Sandberg, 55, svensk sångare i Rednex.[150]
- 23 januari – Melanie Safka, 76, amerikansk sångerska och låtskrivare.[151]
- 30 januari – Chita Rivera, 91, amerikansk skådespelare, sångerska och dansare.[152]

### Februari
- 2 februari – Wayne Kramer, 75, amerikansk låtskrivare och gitarrist i MC5.[153]
- 3 februari – Aston "Family Man" Barrett, 77, jamaicansk basist i Bob Marley and the Wailers.[154]
- 5 februari – Toby Keith, 62, amerikansk sångare och låtskrivare.[155]
- 6 februari – Seiji Ozawa, 88, japansk dirigent.[156]
- 7 februari – Henry Fambrough, 85, amerikansk sångare i The Spinners.[157]
- 9 februari – Damo Suzuki, 74, japansk sångare i Can.[158]
- 13 februari – Jussi Raittinen, 80, finsk sångare och låtskrivare [159]
- 25 februari – Georg Riedel, 90, svensk kompositör och musiker.[160]
- 28 februari – Cat Janice, 31, amerikansk sångerska och låtskrivare.[161]

### Mars
- 3 mars – Brit Turner, 57, amerikansk trumslagare i Blackberry Smoke.[162]
- 10 mars – Karl Wallinger, 66, waeleisk sångare, låtskrivare och multiinstrumentalist i The Waterboys.[163]
- 11 mars – Eric Carmen, 74, amerikansk låtskrivare och sångare.[164]
- 17 mars – Steve Harley, 73, brittisk sångare och låtskrivare i Steve Harley & Cockney Rebel.[165]
- 23 mars – Ulf Georgsson, 61, svensk låtskrivare och trumslagare i Flamingokvintetten.[166]
- 25 mars – Chris Cross, 71, brittisk basist och keyboardist i Ultravox.[167]

### April
- 6 april – Dutty Dior, 27, norsk rappare.[168]
- 12 april – Rico Wade, 52, amerikansk musikproducent.[169]
- 14 april – Surte Suzuki, 64, svensk musiker i Kenneth & the Knutters.[170]
- 18 april – Dickey Betts, 80, amerikansk sångare, låtskrivare och gitarrist i The Allman Brothers Band.[171]
- 20 april – Kaj Chydenius, 84, finländsk kompositör och låtskrivare.[172]
- 20 april – Chris King, 32, amerikansk rappare.[173]
- 26 april – Robin George, 68, brittisk sångare och gitarrist.[174]
- 29 april – Tove Naess, 64, svensk sångerska.[175]
- 30 april – Duane Eddy, 86, amerikansk gitarrist.[176]

### Maj
- 1 maj – Richard Tandy, 76, brittisk keyboardist i Electric Light Orchestra.[177]
- 7 maj – Steve Albini, 61, amerikansk sångare, gittarist och skivproducent.[178]
- 8 maj – Dennis Thompson, 75, amerikansk trumslagare i MC5.[179]
- 12 maj – David Sanborn, 78, amerikansk jazzsaxofonist.[180]
- 17 maj – Margareta Dellefors, 98, svensk operasångerska och grundare av Dalhalla.[181]
- 17 maj – Charlie Colin, 58, amerikansk basist i Train.[182]
- 18 maj – Palle Danielsson, 77, svensk kontrabasist.[183]
- 24 maj – Doug Ingle, 78, amerikansk sångare, låtskrivare och keyboardist i Iron Butterfly.[184]
- 25 maj – Richard M. Sherman, 95, amerikansk filmkompositör.[185]

### Juni
- 3 juni – Mark D Ross, 58, amerikansk rappare i 2 Live Crew.[186]
- 4 juni – C.Gambino, 26, svensk rappare.[187]
- 5 juni – Hawkey Franzén, 78, svensk sångare och låtskrivare.[188]
- 8 juni – Mark James, 83, amerikansk låtskrivare.[189]
- 9 juni – Alex Riel, 83, dansk jazztrumslagare.[190]
- 11 juni – Françoise Hardy, 80, fransk sångerska.[191]Françoise Hardy.

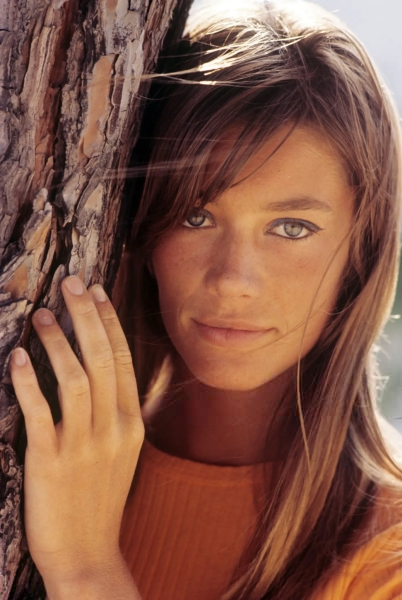
Françoise Hardy.

- 11 juni – Enchanting, 26, amerikansk rappare.[192]
- 13 juni – Angela Bofill, 70, amerikansk sångerska.[193]
- 17 juni – Paul Spencer, 53, brittisk DJ i Dario G.[194]
- 20 juni – Svante Elfgren, 79, svensk basist och låtskrivare i The Shanes.[195]
- 23 juni – Julio Foolio, 26, amerikansk rappare.[196]
- 24 juni – Shifty Shellshock, 49, amerikansk sångare i Crazy Town.[197]
- 27 juni – Kinky Friedman, 79, amerikansk sångare och författare.[198]
- 27 juni – Martin Mull, 80, amerikansk komedisångare och skådespelare.[199]

### Juli
- 4 juli – Gunilla Dahlman, 80, svensk sångerska och skådespelare.[200]
- 6 juli – Pino d'Angió, 71, italiensk artist och musikproducent.[201]
- 11 juli – Henrik Herrström, 71, svensk gitarrist och organist i Problem.[202]
- 13 juli – Ayres Sasaki, 35, brasiliansk artist.[203]
- 16 juli – Ulf Dageby, 80, svensk sångare och låtskrivare i Nationalteatern.[204]
- 17 juli – Happy Traum, 86, amerikansk sångare och gitarrist.[205]
- 21 juli – Evelyn Thomas, 70, amerikansk sångerska.[206]
- 22 juli – Abdul "Duke" Fakir, 88, amerikansk sångare i The Four Tops.[207]
- 22 juli – John Mayall, 90, brittisk sångare och gitarrist.[208]
- 26 juli – Jason Clark, amerikansk gospelsångare i The Nelons.[209]
- 26 juli – Kelly Nelon Clark, 64, amerikansk gospelsångare i The Nelons.[209]
- 26 juli – Amber Nelon Thompson, amerikansk gospelsångare i The Nelons.[209]
- 28 juli – Chino XL, 50, amerikansk rappare.[210]
- 29 juli – Andreas Catjar-Danielsson, 51, svensk musiker i Souls och Covenant.[211]
- 30 juli – Onyeka Onwenu, 72, nigeriansk sångerska och aktivist.[212]

### Augusti
- 6 augusti – Lina Selleby, 53, svensk sångerska och låtskrivare i Doktor Kosmos.[213]
- 15 augusti – Jack Russell, 63, amerikansk sångare i Great White.[214]
- 16 augusti – Tore Ylvisaker, 54, norsk keyboardist i Ulver.[215]
- 22 augusti – Umberto Marcato, 94, italiensk sångare.[216]
- 30 augusti – Fatman Scoop, 52, amerikansk rappare.[217]

### September
- 2 september – James Darren, 88, amerikansk skådespelare och sångare.[218]
- 3 september – Göran Fristorp, 76, svensk sångare och gitarrist i Malta.[219]
- 5 september – Sérgio Mendes, 83, brasiliansk pianist och kompositör.[220]
- 5 september – Rich Homie Quad, 33, amerikansk rappare.[221]
- 6 september – Will Jennings, 80, amerikansk låtskrivare.[222]
- 6 september – Screamin' Scott Simon, 75, amerikansk pianist och sångare i Sha Na Na.[223]
- 15 september – Tito Jackson, 70, amerikansk sångare och musiker.[224]
- 17 september – J.D. Souther, 78, amerikansk låtskrivare och sångare.[225]
- 21 september – Benny Golson, 95, amerikansk jazzsaxofonist.[226]
- 21 september – Roger Palm, 75, svensk trumslagare för bland andra Abba och Ted Gärdestad.[227]
- 28 september – Kris Kristofferson, 88, amerikansk sångare, låtskrivare och skådespelare.[228]
- 29 september – Martin Lee, 77, brittisk sångare och låtskrivare i Brotherhood of Man.[229]
- 30 september – Gavin Creel, 48, amerikansk sångare och skådespelare.[230]

### Oktober
- 7 oktober – Cissy Houston, 91, amerikansk sångerska i The Sweet Inspirations. Mor till Whitney Houston.[231]
- 8 oktober – Christer Olsson, 76, svensk musikjournalist.[232]
- 9 oktober – Leif Segerstam, 80, finländsk kompositör och dirigent.[233]
- 10 oktober – El Taiger, 37, kubansk artist.[234]
- 12 oktober – Kaseem "Ka" Ryan, 52, amerikansk rappare.[235]
- 16 oktober – Liam Payne, 31, brittisk sångare i One Direction.[236]
- 17 oktober – Mitzi Gaynor, 93, amerikansk skådespelare och sångerska. [237]
- 21 oktober – Paul Di'Anno, 66, brittisk sångare i Iron Maiden (1978-1981).[238]
- 25 oktober – Phil Lesh, 84, amerikansk basist i Grateful Dead.[239]

### November
- 3 november – Quincy Jones, 91, amerikansk jazztrumpetare, musikproducent och låtskrivare.[240]
- 4 november – Tyka Nelson, 64, amerikansk sångerska. Syster till Prince.[241]
- 9 november – Ella Jenkins, 100, amerikansk sångerska och låtskrivare.[242]
- 12 november – Roy Haynes, 99, amerikansk jazztrumslagare.[243]
- 18 november – Colin Petersen, 78, australisk trumslagare i Bee Gees (1967-1969).[244]
- 18 november – Bjørn Müller, 64, norsk sångare i Backstreet Girls.[245]
- 18 november  – Charles Dumont, 95, fransk kompositör.[246]
- 19 november – Saafir, 54, amerikansk rappare.[247]
- 26 november – Anders Widmark, 61, svensk jazzpianist och kompositör.[248]
- 26 november – Bob Bryar, 44, amerikansk trumslagare i My Chemical Romance (2004-2014).[249]

### December
- 15 december – Staffan Percy, 78, svensk sångare och kompositör.[250]
- 15 december – Zakir Hussain, 73, indisk tablaslagare.[251]
- 18 december – Heikki Silvennoinen, 70, finländsk skådespelare och gitarrist i Tabula Rasa.[252]
- 19 december – Gaboro, 23, svensk rappare.[253]
- 24 december – Richard Perry, 82, amerikansk skivproducent.[254]
- 24 december – DJ Alfredo, 71, argentinsk DJ.[255]
- 26 december – OG Maco, 32, amerikansk rappare.[256]
- 29 december – Linda Lavin, 87, amerikansk sångerska och skådespelare.[257]